# Ernst Blum (Psychoanalytiker)
Ernst Blum (* 15. November 1892 in Bruchsal; † 30. Januar 1981 in Bern; heimatberechtigt in Zürich) war ein deutsch-schweizerischer Psychiater und Psychoanalytiker.

## Leben und Wirken
Ernst Blum entstammte einer wohlhabenden jüdischen Kaufmannsfamilie aus Bruchsal. Er verbrachte seine Kindheit in Bruchsal, Karlsruhe und Stuttgart, bis die Familie um 1900 nach Zürich auswanderte. Am Realgymnasium, das er ab dem 13. Lebensjahr besuchte, legte er die Matura ab. Blum studierte vom Wintersemester 1911/12 bis zum Wintersemester 1917/18 Medizin an der Universität Zürich, mit einem Unterbruch im Sommersemester 1914, das er an der Universität Montpellier verbrachte. 1917 absolvierte er das Staatsexamen, danach arbeitete er beim Neurophysiologen Constantin von Monakow. 1919 wurde er bei Walter Rudolf Hess promoviert. Anschließend ließ er sich bei Eugen Bleuler in Psychiatrie ausbilden.
Am Ende des Studiums lernte er Elsa Alide Sapas (1892–1945) kennen, die zum Studium aus Estland in die Schweiz gekommen war und ebenfalls eine Ausbildung in Neurophysiologie und Psychiatrie absolvierte. 1922 zogen sie nach Wien, wo sich Blum von Sigmund Freud und seine Verlobte von Otto Rank analysieren ließ und sie Aufnahme in der Mittwochsgesellschaft fanden. Zurückgekehrt in die Schweiz, nahmen sie Wohnsitz in Bern und heirateten 1923. Sie hatten zusammen drei Töchter. Blum arbeitete an verschiedenen Kliniken in der Umgebung von Bern. 1940 wurden seine Frau und die Töchter bei einem Besuch in Estland verhaftet und nach Sibirien deportiert. Die Töchter konnten nach drei Jahren zurückkehren, seine Frau verstarb im Gulag. 1941 wurde Ernst Blum an der Universität Bern für Psychiatrie und Neurologie habilitiert. Er arbeitete als leitender Arzt der Psychiatrischen Poliklinik und lehrte bis 1957 an der Universität Bern. Mit dem Vermögen seines Vaters baute er ein kleines Privatsanatorium auf. Mit zunehmendem Alter zog er sich zurück und praktizierte in seiner Privatpraxis. 1981 verstarb Ernst Blum in einem Altersheim in Bern.
Blum war ein Vertreter der Daseinsanalyse. In seinen wissenschaftlichen Arbeiten beschäftigte er sich mit den Grenzgebieten von Philosophie, Literaturwissenschaft und Psychoanalyse. Insbesondere setzte er sich mit der Phänomenologie auseinander.

## Schriften (Auswahl)
- Die Querschnittbeziehungen zwischen Stamm und Ästen im Arteriensystem. In: Pflüger's Archiv für die gesamte Physiologie des Menschen und der Tiere. Bd. 175 (1919), S. 1–19, doi:10.1007/BF01722139 (Digitalisat; Dissertation, Universität Zürich, 1919).
- Zur Psychologie von Studium und Examen. In: Internationale Zeitschrift für Psychoanalyse. Bd. 12 (1926), H. 3, S. 400–412 (Digitalisat).
- Gesundungsgewissen und Sozialversicherung. In: Schweizerische Zeitschrift für Hygiene und Archiv für Wohlfahrtspflege. Bd. (1931), Heft 7/8, S. 733–750.
- Über die Dummheit. In: Du. Bd. 4 (1944), H. 9, S. 21–24, doi:10.5169/seals-305206.
- Die Lebenskrise des reifen und alternden Menschen und ihre Ueberwindung. In: Probleme der Lebenswende (= Lebensprobleme der Gegenwart. Bd. 3). Gerber, Schwarzenburg 1947.
- Grundsätzliches zur psychotherapeutischen Situation. In: Psyche. Bd. 6 (1952/53), S. 536–556.
- Die Freudsche Psychoanalyse. In: Erich Stern (Hrsg.): Die Psychotherapie in der Gegenwart: Richtungen, Aufgaben, Probleme, Anwendungen (= Handbuch der klinischen Psychologie. Bd. 2). Rascher, Zürich 1958, S. 17–67.
- Freud und das Gewissen. In: Das Gewissen. (= Studien aus dem C. G. Jung-Institut, Zürich. Bd. 7). Rascher, Zürich/Stuttgart 1958, S. 167–184.